# Nemmers-Preis für Wirtschaftswissenschaften
Der Erwin-Plein-Nemmers-Preis für Wirtschaftswissenschaften (englisch: Erwin Plein Nemmers Prize in Economics) ist eine zweijährlich von der Northwestern University in Evanston (Illinois) vergebene Auszeichnung für Beiträge von „bleibender herausragender Bedeutung“ auf dem Gebiet der Wirtschaftswissenschaften.
Der Preis wurde zusammen mit den anderen Nemmers-Preisen durch die Brüder Erwin E. und Frederic E. Nemmers gestiftet. Das Stiftungsvermögen von 14 Millionen US$ dient neben der Vergabe der beiden Preise zur Stiftung von vier Professuren an der renommierten Kellogg School of Management der Universität. Die Dotierung des Preises variiert mit der Entwicklung des Stiftungsvermögens, mit jeweils über 200.000 US$ Preisgeld (Stand 2022) gehören die Auszeichnungen zu den höchstdotierten Preisen ihrer Fachrichtungen.

## Preisträger
- 1994: Peter A. Diamond (Nobelpreis 2010)
- 1996: Thomas Sargent (Nobelpreis 2011)
- 1998: Robert Aumann (Nobelpreis 2005)
- 2000: Daniel McFadden (Nobelpreis 2000)
- 2002: Edward C. Prescott (Nobelpreis 2004)
- 2004: Ariel Rubinstein
- 2006: Lars Peter Hansen (Nobelpreis 2013)
- 2008: Paul Milgrom (Nobelpreis 2020)
- 2010: Elhanan Helpman
- 2012: Daron Acemoğlu (Nobelpreis 2024)
- 2014: Jean Tirole (Nobelpreis 2014)
- 2016: Richard W. Blundell
- 2018: David Kreps
- 2020: Claudia Goldin (Nobelpreis 2023)
- 2022: Ariel Pakes
- 2024: Michael Woodford